# Марія Бакалова
Марія Бакалова (болг. Мария Бакалова, англ. Maria Bakalova; нар. 4 червня 1996) — болгарська актриса.

## Раннє життя
Бакалова закінчила курси акторської майстерності в Національній школі мистецтв у Бургасі. Вона закінчила курс драматичного мистецтва в Національній академії театрального та кіномистецтва імені Крастьо Сарафова у 2019 році.

## Акторська кар'єра
Бакалова розпочала свою кар'єру в болгарських фільмах, включаючи «Трансгресія» 2018 року та «Останній дзвінок» 2020 року. Її роль Тутари Саґдієвої, дочки вигаданого казахстанського репортера Бората Саґдієва у докумедійному фільмі «Борат 2», принесла їй всесвітню славу.

## Особисте життя
Бакалова розпочала уроки співу та гри на сопілці у віці 6 років.

## Фільмографія

### Фільми
| Рік  | Заголовок                     | Роль                  |
| ---- | ----------------------------- | --------------------- |
| 2017 | XIIa                          | Мілена                |
| 2018 | Ангели                        | Анжела                |
| 2018 | Трансгресія                   | Яна                   |
| 2019 | Через непередбачені обставини | Дівчина в таксі       |
| 2019 | Дівчина мрії                  | Дівчина мрії          |
| 2019 | Тато                          |                       |
| 2020 | Останній дзвінок              | Олександра            |
| 2020 | Борат 2                       | Тутар Саґдієва        |
| 2021 | Жінки плачуть                 | Соня                  |
| 2022 | Тіло, тіло, тіло              | Бі                    |
| 2022 | У бульбашці                   | Аніка                 |
| 2022 | Медовий місяць                | Сара                  |
| 2023 | Казкова країна                | Полетт                |
| 2023 | Вартові галактики 3           | Космо (голос та рухи) |
| 2024 | Електра                       | Франческа             |
| 2024 | Без глазурі                   | Рада Аджубей          |
| 2024 | Учень                         | Івана Трамп           |
| 2025 | Поганці 2                     | Pigtail (голос)       |

### Телебачення
| Рік  | Заголовок                                       | Роль                    | Примітки   |
| ---- | ----------------------------------------------- | ----------------------- | ---------- |
| 2015 | Тіпічно                                         | Марія                   | 4 серії    |
| 2017 | Гоморра                                         | Аміка Ельвана           | 1 серія    |
| 2022 | Вартові галактики: Спеціальний святковий випуск | Космо                   | спецвипуск |
| 2024 | Монстри Коммандос                               | Принцеса Ілана Ростовіч | 7 серій    |

## Нагороди та номінації
| Рік  | Нагорода                        | Категорія        | Фільм       | Результат |
| ---- | ------------------------------- | ---------------- | ----------- | --------- |
| 2018 | AltFF Alternative Film Festival | Найкраща актриса | Трансгресія | Перемога  |